# Carl Van Vechten
Carl Van Vechten (Cedar Rapids, Iowa, 17 de juny de 1880 – Nova York, 21 de desembre de 1964) escriptor i fotògraf estatunidenc, patró de la Harlem Renaissance i Nachlass de Gertrude Stein, a qui va conèixer a París el 1913.

## Biografia
Es va llicenciar a la Universitat de Chicago el 1903. El 1906, va anar a viure a Nova York. Va treballar com a periodista i va tenir un matrimoni poc avingut amb l'actriu Fania Marinoff el 1914. Entre 1915 i 1920, es van publicar diversos llibres dels seus assaigs que versaven sobre temes com la literatura o la música i, entre 1922 i 1930, Knopf va publicar set de les seves novel·les, començant amb Peter Whiffle: His Life and Works i acabant amb Parties.
Li interessaven els artistes i escriptors negres i en va promocionar diversos a la Harlem Renaissance, entre ells Langston Hughes, Richard Wright, o Wallace Thurman. La seva controvertida novel·la Nigger Heaven va ser publicada el 1926. I Vanity Fair va publicar el seu assaig Negro Blues Singers el 1926.
Durant els anys 30, Van Vechten va començar a treballar de fotògraf. Va fotografiar, entre d'altres, Joan Miró, Gertrude Stein, F. Scott Fitzgerald, Bessie Smith, Marc Chagall, Horst P. Horst, Georgia O'Keeffe, Erskine Caldwell, Gore Vidal, Sidney Lumet, Thomas Wolfe, Marlon Brando, Alfred Stieglitz, Truman Capote i Billie Holiday. Després dels 1930, va publicar poques novel·les, encara que va seguir cartejant-se amb diverses persones. Alguns d'aquests escrits es troben a la Beinecke Library de la Universitat Yale.
Encara que va arribar a casar-se amb Fania Marinoff, era homosexual i diverses de les seves obres relacionades amb la seva orientació sexual es van mantenir en secret 25 anys després de la seva mort. Va morir a Nova York als 84 anys. Hi ha una biografia seva de Bruce Kellner, Carl Van Vechten and the Irreverent Decades.